# (18568) Thuillot
(18568) Thuillot (1997 TL2) – planetoida z pasa głównego asteroid okrążająca Słońce w ciągu 5,56 lat w średniej odległości 3,14 j.a. Odkryta 3 października 1997 roku.